# Museo Estatal de Agricultura de Azerbaiyán

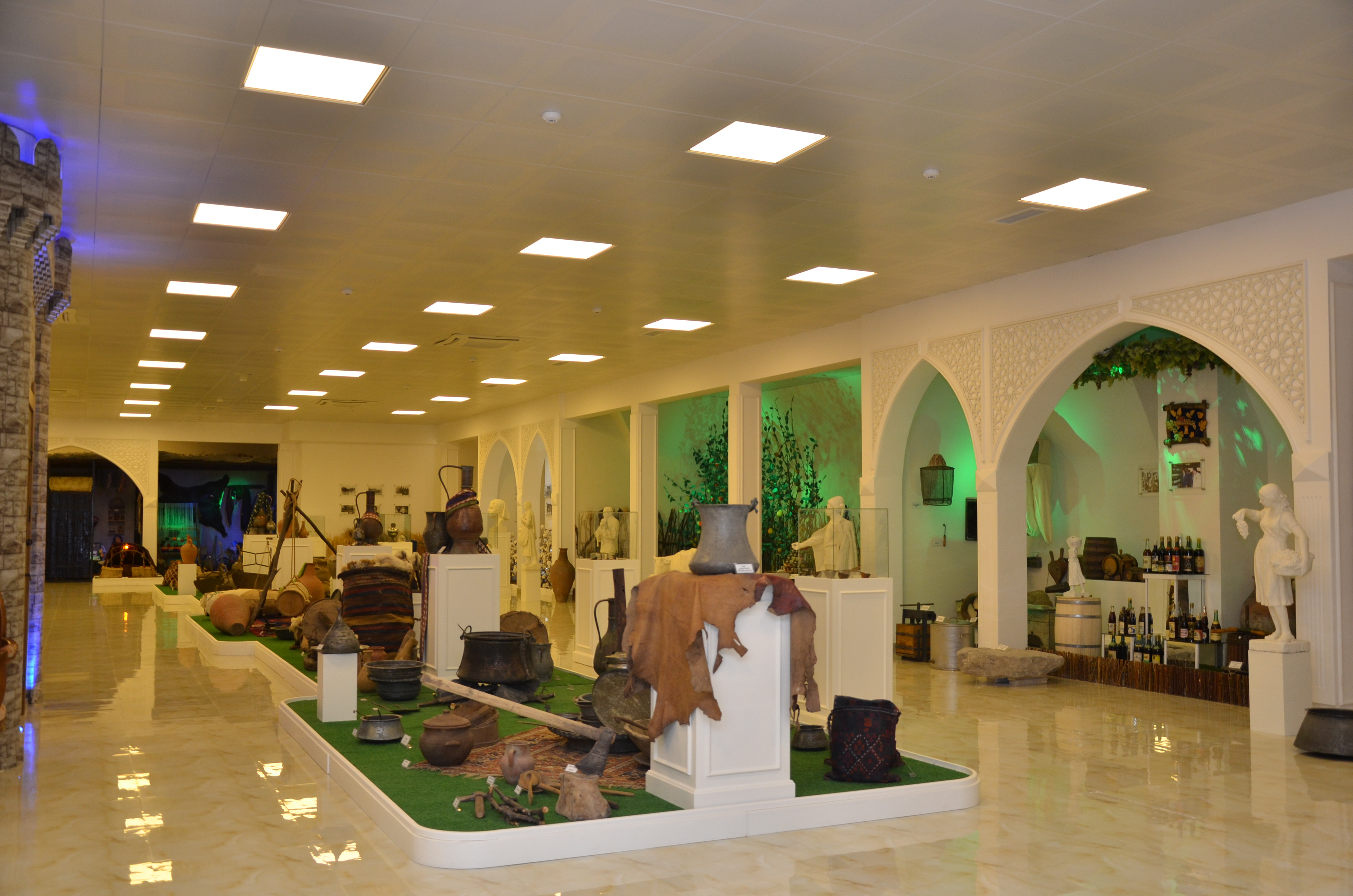
Vista del museo

El Museo Estatal de Agricultura de Azerbaiyán, establecido en 1924, presenta la historia de desarrollo agrícola en Bakú ,Azerbaiyán y refleja su estado actual.
El museo tiene más de 10,000 exposiciones y expone herramientas agrícolas, modelos tradicionales y modernos de cosechador.  La exposición del museo está relacionada con varios campos de agricultura: crecimiento de cultivos, ganadería y horticultura. Una serie de exposiciones está dedicada a etnografía: documentos y fotos reflejan la manera tradicional de vida rural.
En el museo existe un viejo molino manual para moler harina que es más de 100 años y una lámpara de aceite de la misma edad, una piedra que extrae zumo de uva, jarras cerámicas para leche y producción de mantequilla y estribo, silla de montar.
En el museo hay dos mapas: uno de ellos está adornado con hilos de seda, pero el otro con granos de trigo, lentejas y berro.
Las guías del museo se ponen vestidos nacionales de Azerbaiyán y se oye la música tradicional en las salas del museo.
El museo presenta regularmente las exploraciones documentales, conferencias y organiza exposiciones de viaje. El Museo Estatal de Agricultura de Azerbaiyán es especialmente popular entre los estudiantes de varias instituciones educativas. El museo también es interesante para niños y adultos.